# Organització d'Alliberament de Tamil Eelam
L'Organització d'Alliberament de Tamil Eelam (Tamil Eelam Liberation Organisation, TELO) és un partit polític tàmil de Ceilan fundat el 1970 per Thangadorai, Kuttimani i Sellathurai Sivasubramaniam àlies Thevan.
Els seus quadres es van poder entrenar a l'Índia. El sues líders foren detinguts el 1981 i Sri Sabaratnam en va assumir la direcció. El líders empresonats foren assassinats a la presó el 1983.
TELO va cooperar activament amb el Tigres d'Alliberament de Tamil Eelam i el 1984 va formar part del Front Nacional d'Alliberament d'Eelam (format pels Tigres i altres grups) però el 1985 van començar les diferències.
El 29 d'abril de 1986 els Tigres van iniciar una ofensiva contra les bases de TELO prop de Jaffna; centenars de militants van morir i la resta va fugir a les bases de l'Organització Revolucionaria d'Estudiants d'Eelam o del Front d'Alliberament Popular Revolucionari d'Eelam. Sri Sabaratnam fou assassinat el 5 de maig de 1986 per un comando dirigit per Sathasivam Krishnakumar membre del LTTE, àlies coronel Kittu.